# Santiago Torres
Santiago Torres Prieto (Palencia, 1962)  es un jurista español. Fue juez hasta julio de 2013, año en el que abandonó la magistratura por decisión propia. A partir de entonces comenzó a ejercer como abogado y docente.
Durante su carrera judicial desempeñó como magistrado en Vergara (Guipúzcoa); en Barcelona, siendo además juez decano de la ciudad; en Marbella (Málaga) entre los años 1997 y 2000 como titular del juzgado de Instrucción número 7 y también ocupando el puesto de decano; y finalmente en Madrid, primero en el juzgado de Primera Instancia número 34, posteriormente en el juzgado de Instrucción número 32 y por último en la Sección 15.ª de la Audiencia Provincial. Durante su periodo como juez fue conocido por asumir la instrucción de importantes casos de narcotráfico y corrupción en España.